# Jezerce pri Šmartnem
Jezérce pri Šmártnem je naselje ob severnem delu Celja.

## Prebivalstvo
Etnična sestava 1991:
- Slovenci: 45 (97,8 %)
- Neznano: 1 (2,2 %)